# Las Limas, Tabasco
Las Limas är en ort i Mexiko.   Den ligger i kommunen Cárdenas och delstaten Tabasco, i den sydöstra delen av landet, 600 km öster om huvudstaden Mexico City. Las Limas ligger 11 meter över havet och antalet invånare är 273.
Terrängen runt Las Limas är mycket platt. Runt Las Limas är det ganska tätbefolkat, med 129 invånare per kvadratkilometer. Närmaste större samhälle är Pejelagartero 1ra. Sección, 10,6 km sydväst om Las Limas. Trakten runt Las Limas består till största delen av jordbruksmark.